# Хускивадзе, Лейла Зааловна
Лейла Зааловна Хускивадзе (груз. ლეილა ხუსკივაძე, род. 5 февраля 1936, Тифлис) — грузинский советский учёный-искусствовед.

## Биография
Окончила филологический факультет Тбилисиского государственного университета в 1958 году.
Работала в Академии наук Грузинской ССР, научный сотрудник Института история грузинского искусства. Вёла исследования средневекового грузинского изобразительного искусства. Кандидат искусствоведения (1969), тема диссертации «Золотых дел мастерская при дворе Левана Дадиани : очерк истории груз. чеканного искусства XVII века».
В 1982 году защитила диссертацию на соискание учёной степени доктор искусствоведения. С 1986 года преподаёт в Тбилисской академии художеств, читает курс истории истории византийской искусства. Профессор.